# Уметничка фотографија
Уметничка фотографија је фотографија створена у складу са визијом уметника као фотографа, користећи фотографију као медиј да донесе нешто у живот који живи само у уму уметника. Једноставно снимање шта неко запажа на уметнички начин је чар фотографије, а не стварање уметничке фотографије. Циљ уметничке фотографије је да изрази идеју, поруку или емоцију. Ово је у супротности са репрезентативном фотографијом, као што је фотожурнализам, која пружа документарни визуелни приказ одређених тема и догађаја, дословно представљајући објективну стварност, а не субјективну намеру фотографа; и комерцијална фотографија, чији је примарни фокус оглашавање производа или услуга.

## Историја

### Изуми до 1940-их
Један историчар фотографије је тврдио да је најстарији експонент „Уметничке фотографије” или композиционе фотографије био Џон Едвин Мајал (енгл. John Edwin Mayall), који је излагао типове који илуструју Господњу молитву (енгл. Lord's Prayer) 1851. године. Успешни покушаји да се уметничка фотографија може пратити до викторијанске ере практичарима као што су Џулија Маргарет Камерон (енгл. Julia Margaret Cameron), Чарлс Латвиџ Догсон (енгл. Charles Lutwidge Dodgson), и Оскар Густав Рејландер и други (енгл. Oscar Gustave Rejlander). У Америци Фред Холанд Деј (енгл. F. Holland Day), Алфред Стиглиц (енгл. Alfred Stieglitz) и Едвард Стајхен (енгл. Edward Steichen) били су кључни у стварању фотографије као уметности, а Стиглитц је био посебно запажен у представљању у музејским колекцијама.
У Великој Британији, од 1960. године, фотографија није заиста препозната као ликовна уметност. Доктор С. Д. Жухар (енгл. S.D.Jouhar) је рекао да је у то време основао Удружење за ликовну уметност - „Фотографија се углавном не признаје као занат. У САД, фотографија је отворено прихваћена као ликовна уметност у одређеним службеним просторијама. Лондонски салон приказује сликовну фотографију. Да ли рад приказује естетске квалитете или не, означава се као „Сликарска фотографија", што је врло двосмислен термин, а сам фотограф мора имати поверења у свој рад и достојанство и естетску вриедност, признавање силе као уметности уместо заната".
До касних 1970-их преовладавало је неколико жанрова, као што су актови, портрети и природни пејзажи (на пример Ансел Адамс). Пробојни „звездани" уметници седамдесетих и осамдесетих, као што су Сали Ман (енгл. Sally Mann), Роберт Маплторп (енгл.Robert Mapplethorpe), Роберт Фарбер (енгл. Robert Farber) и Синди Шерман (енгл. Cindy Sherman), и даље су се у великој мери ослањали на такве жанрове, иако су их гледали свежим очима. Други су истраживали естетски приступ.
Америчке организације, као што су „Отвор бленде организација" (енгл. Aperture Foundation) и Музеј модерне уметности, учиниле су много да би задржале фотографију на челу ликовних уметности. Оснивање одељења фотографије МОМА 1940. године и именовање Беумонта Њувхола (енгл. Beaumont Newhall) за свог првог кустоса често се наводи као институционална потврда статуса фотографије као уметности. [2]

### 1950-e до данас
Сада постоји тренд пажљивог постављања и осветљавања слике. Фотографи као што су Грегори Кревдсон (енгл. Gregory Crewdson) и Џеф Вал (енгл. Jeff Wall) познати су по квалитету својих постављених фотографија. Осим тога, нови технолошки трендови у дигиталној фотографији отворили су нови правац у фотографији пуног спектра, где пажљиво филтрирање избора кроз ултраљубичасту, видљиву и инфрацрвену слику доводи до нових уметничких визија.
Како су се технологије штампања побољшале још од 1980. године, уметнички отисци фотографа репродуковани у фино штампаној књизи ограниченог издања сада су постали подручје од великог интереса за колекционаре. То је зато што књиге обично имају високе производне вредности, кратку штампу, а њихово ограничено тржиште значи да се готово никада не штампају. Колекционарско тржиште у фотографским књигама појединачних фотографа се убрзано развија.
Поред „дигиталног покрета" према манипулацији, филтрирању или променама резолуције, неки ликовни уметници намерно траже „природно", укључујући „природно осветљење" као вредност сама по себи. Понекад се уметнички рад као у случају Герхарда Риктера (енгл. Gerhard Richter) састоји од фотографске слике која је касније обојена уљаним бојама и / или садржи неки политички или историјски значај изван саме слике. Постојање „фотографски пројектоване слике" сада замагљује границу између сликарства и фотографије која је традиционално била апсолутна.

## Уметници као фотографи
Најснажнија достигнућа фотографије и ширење њених могућности последњих година постижу управо ликовни уметници. Фотографски колажи које енглески сликар Давид Хокнеј (енгл. David Hockney) ствара од 1980-их има утисак откривења које превазилази традиционалне границе јединственог имиџа. Бројне фотографије направљене у одређеном времену и простору стапају се на такав начин да заправо илуструју начин на који гледамо и видимо. Осамдесетих година Роберт Маплторп (енгл. Robert Mapplethorpe) је изазвао сензацију својим фотографијама актова која су се бавила еротиком и хомосексуалношћу. Откривање његових хомосексуалних склоности чак је одузело његове фотографије на једном од његових експоната.
Синди Шерман је увек себе стављала у средиште својих фотографија које изгледају као портрет популарних америчких филмова из педесетих година, или као портрет познатих жена из прошлости. Никада није хтела да се представља у одбојном смислу, стално је тражила своје нове улоге стављајући своју уметност у различите контексте, од феминизма до културних студија, али се перспективе психоаналитичке интерпретације провлаче кроз све њене радне циклусе.

## Уоквиривање и величина штампања
Све до средине педесетих година прошлог века сматрало се вулгарним и претенциозним да се направи фотографија за галеријску изложбу. Штампа је обично била једноставно налепљена на плочу или шперплочу, или су добили бели руб у тамној комори, а затим забодени на угловима на дисплеје. Штампу су тако приказивали без икаквих стаклених рефлексија. Стајчен-ова позната изложба Породица човека (енгл. The Family of Man) била је необликована, слике су биле налепљене на панеле. Још 1966. године, Бил Брандт-ова емисија МоМА-а била је неокретана, с једноставним отисцима који су лепљени на танку шперплочу. Од средине 1950-их до око 2000-их, већина изложби галерија имала је штампу иза стакла. Од 2000. године примећен је помак ка поновном приказивању савремених отисака галерије на даскама и без стакла. Поред тога, током 20. века дошло је до приметног повећања величине штампања.

## Политика
Ликовна уметничка фотографија настаје пре свега као израз уметничке визије, али као нуспродукт такође је важна за унапређење одређених узрока. Рад Ансел Адамс-а у Јосемит-у (енгл. Yosemite) и Јелоустоне-у (енгл. Yellowstone) даје пример. Адамс је један од најпрепознатљивијих ликовних фотографа 20. века и био је страствени промотер очувања. Док је његов примарни фокус био на фотографији као уметности, неки од његових радова подигли су свест јавности о лепоти Сиера Неваде (енгл. Sierra Nevada) и помогли да се изгради политичка подршка за њихову заштиту.
Таква фотографија је имала ефекте иу области закона о цензури и слободном изражавању, због своје бриге за голо тело.

## Преклапање са другим жанровима
Иако се уметничка фотографија може преклапати са многим другим жанровима фотографије, посебну пажњу заслужују преклапања са модном фотографијом и фоторепорталним новинама.
Године 1996. речено је да је дошло донедавног замагљивања линија између комерцијалне илустративне фотографије и ликовне фотографије, посебно у области моде. Докази за преклапање уметничке фотографије и модне фотографије укључују предавања, изложбе , трговинске сајмове, и књиге.
Фотожурнализам и уметничка фотографија се преклапају почевши од касних шездесетих и седамдесетих година прошлог века, када фоторепортерске вести успостављају везе са уметничком фотографијом и сликањем. 1974. године отворен је Међународни центар фотографије (енгл. the International Center of Photography), са нагласком на „хуманитарну фоторепортерство" и „уметничку фотографију". До 1987. године „слике које су снимљене на задацима за часописе и новине сада се редовно појављују - у оквирима - на зидовима музеја и галерија".
Нове апликације за паметне телефоне, као што је Снапчат, понекад се користе за уметничку фотографију.

## Ставови уметника у другим областима
Реакције уметника и писаца значајно су допринеле перцепцији фотографије као ликовне уметности. Истакнути сликари, као што су Францис Бејкон (енгл. Francis Bacon) и Пабло Пикасо (енгл. Pablo Picasso), потврдили су свој интерес за медиј:
Открио сам фотографију. Сада се могу убити. Немам ништа друго да научим.
—  Пабло Пикасо
Увек сам био веома заинтересован за фотографију. Погледао сам много више фотографија него што имам слике. Зато што је њихова реалност јача од саме стварности.

—  Францис Бејкон
Истакнути аутори су на сличан начин одговорили на уметнички потенцијал фотографије:
...чини ми се да је Роберт Капа (енгл. Robert Capa) доказао изван сваке сумње да камера не мора бити хладан механички уређај. Попут оловке, он је добар као онај који га користи. Може бити продужетак ума и срца... — Џон Стајнбек (енгл. John Steinbeck)

## Листа дефиниција

### У научним чланцима
Међу дефиницијама које се могу наћи у научним чланцима су:
- Године 1961. др С. Д. Жухар је основао Удружење за уметничку фотографију (енгл. the Photographic Fine Art Association) и он је био њихов предсавник. Њихова дефиниција ликовне уметности била је: „Стварање слика које пробуде емоције путем фотографског процеса у којем се ум и машта слободно али компетентно користе." [5]
- Две студије Кристоферсона 1974. године дефинисале су „фотографске уметнике" као „оне особе које креирају и дистрибуирају фотографије посебно као „уметност"".
- Етнографска и историјска студија из 1986. од стране Шварца није директно дефинисала уметничку фотографију, али ју је упоредила са фотографском камером [6]. Утврђено је да је уметничка фотографија везана за друге медије као што је сликање; одговара на сопствену историју и традицију (за разлику од аспирације ка истим достигнућима својих претходника); има свој речник; преноси идеје (нпр. брига о форми замењује забринутост за предмет); иновативана је; лична је; је стил живота; и учествује у свету трговине.

### На Интернету
Међу дефиницијама које се могу наћи на Интернету су:
- Предметне рубрике Конгресне библиотеке користе „уметничку фотографију" као „фотографију уметности" и као „фотографију као ликовну уметност, укључујући и естетску теорију".[7]
- Дефиниције „уметничке фотографије" на статичним веб страницама фотографа варирају од „подскупине ликовне уметности која је направљена фотоапаратом" до "фотографије са ограниченом репродукцијом, користећи материјале и технике које ће надживети уметника".[8]
- По концепту ограничене репродукције, у француском правном систему, постоји врло прецизна законска дефиниција која се односи на уметничку фотографију која се сматра уметничким делом. У пореском закону се наводи да се као уметнички радови сматрају фотографије које је уметник направио, штампао сам или под његовом контролом, потписао и нумерисао у максимално тридесет примерака, укључујући све величине и оквире.[9]

## Сазнајте више
- Портретна фотографија
- Фотографисање пејзажа